# گشادکننده میان‌دوراه
گشادکننده میان‌دوراه (انگلیسی: Perineal dilator؛ ‏ دیلاتور پرینه؛ دیلاتور واژن) یک وسیله بادکنکی‌مانند است که گاهی برای برقراری عملکرد طبیعی واژن در زنان مبتلا به «آژنزی واژن» استفاده می‌شود. این دستگاه که معمولاً از سیلیکون ساخته شده‌است، وارد واژن شده و باد می‌شود.